# Nölbling
Nölbling ist eine Ortschaft der Gemeinde Dellach in Kärnten (Österreich). Sie besteht aus dem Dorf Obernölbling und der Rotte Unternölbling und hat 110 Einwohner (Stand: 1. Jänner 2024).

## Sehenswürdigkeiten
- Kapelle Heilige Chrysanthus und Florian: Die Kapelle für die Heiligen Chrysanthus und Florian steht im Ortsteil Obernölbling und ist ein neugotischer Langbau aus dem 19. Jahrhundert. Kirchtag wird in Nölbling am 26. Oktober gefeiert.[1][2]
- Nölblinger Wasserfall: Über einen relativ kurzen (ca. 25 Minuten) Zustieg erreicht man den Nölblinger Wasserfall. Ein zweiter höherliegender Wasserfall ist über eine ausgesetzte Klettertour zu erreichen.[3][4]